# Henry Sturgis Morgan
Henry Sturgis Morgan Sr. (Londra, 24 ottobre 1900 – 8 febbraio 1982) è stato un banchiere statunitense, noto per essere il cofondatore di Morgan Stanley e il Presidente e direttore della Morgan Library & Museum.

## Infanzia ed educazione
Morgan nacque il 24 ottobre 1900 a Londra, in Inghilterra da John Pierpont Morgan Jr. (1867–1943) e Jane Norton Morgan (nata Grew; morta nel 1925). Suo padre era figlio di John Pierpont Morgan Sr. (1837–1913) mentre sua madre era figlia del banchiere di Boston e proprietario del frantoio Henry Sturgis Grew (1833–1910). Fu educato alla Groton School e si laureò all'università di Harvard nel 1923.

## Carriera
Nel 1923, l'anno stesso della sua laurea ad Harvard, entrò a far parte della J.P. Morgan & Co. e ne fu partner dal 1928 al 1935.  Nel 1935, cofondò la Morgan Stanley insieme con Harold Stanley quando lo Glass–Steagall Act obbligò la separazione tra banca d'investimento e banca commerciale.
Alla morte di suo padre nel 1943, lui e suo fratello Junius Spencer Morgan III ereditarono la proprietà. Morgan possedeva una tenuta di 1,81 km², localizzata a Eaton's Neck Road, a Eatons Neck, New York.

## Vita personale
Il 26 giugno 1923, sposò Catherine Frances Lovering Adams (1902–1988), figlia di Frances Lovering e Charles Francis Adams III, the segretario alla Marina degli Stati Uniti d'America sotto Hoover, e una diretta discendente dei presidenti John Adams e John Quincy Adams. La coppia ebbe cinque figli maschi:
- Henry Sturgis Morgan Jr. (1924–2011), retroammiraglio della marina statunitense e avvocato marittimo[7]
- Charles Francis Morgan, dirigente di Morgan Stanley,[1] ha sposato Sarah Baldwin Lambert[8][9] nel 1960.[10]
- Miles Morgan
- John Adams Morgan (nato nel 1930), sposato quattro volte[11]
- Peter Angus Morgan (1938–2013).[8][12]

È morto l'8 febbraio 1982 a Manhattan, New York al Columbia-Presbyterian Medical Center.

### Attività e interessi
Morgan è stato curatore, presidente e direttore della Morgan Library & Museum, served on the boards of J.P. Morgan & Co., General Electric and Pullman Company, è stato fiduciario della Groton School e del Museum of Modern Art e membro della Harvard Board of Overseers. Durante la seconda guerra mondiale, Morgan è stato comandante nella Naval Reserve e prestato servizio come agente dell'OSS.
Come suo padre, fratello e nonno fu commodoro del New York Yacht Club di cui è stato direttore del suo comitato per l'America's Cup. Fu anche vice presidente dell'Federazione Internazionale della Vela. È stato membro del Bohemian Grove, Council on Foreign Relations, Community Service Society of New York, the Pilgrims Society and the Roxburghe Club.
Morgan è stato inserito postumo nel 2001 nella America's Cup Hall of Fame.